# Розенкранц і Гільденстерн мертві

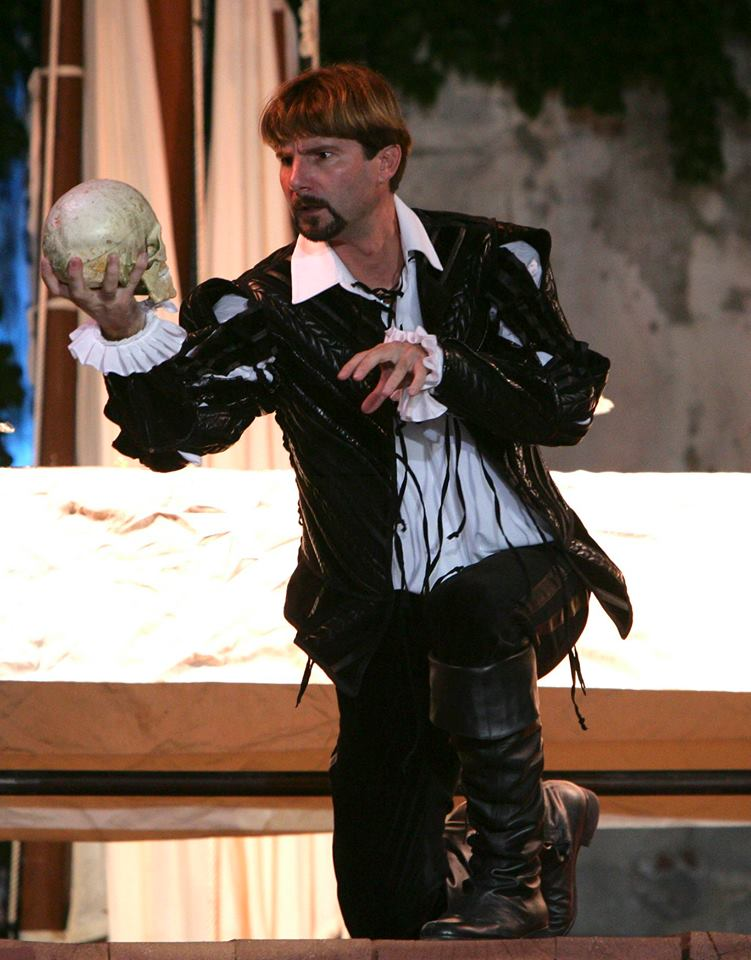
Йосип Зовко на сцені Гамлета, CNT Split, фото: Матко Біляк

ҐІЛ (підкидаючи монету). Непевність як вид мистецтва.
РОЗ. Орел.
ҐІЛ (підкидаючи монету). Утім, може тобі просто щастить.
РОЗ. Орел.
ҐІЛ. Якщо це саме те слово.
РОЗ (підводить погляд на Ґіла). Сімдесят шість — нуль.
Ґіл підводиться, хоч нема куди йти. Кидає ще одну монету через плече, не оглядаючись. Його увага зосереджена на огляді довколишнього середовища, або ж його відсутності.
Орел.
ҐІЛ. Слабшу людину це могло б спонукати переосмислити всю її віру. Як мінімум стосовно теорії ймовірності.
РОЗ. Орел.
Стоппард Т., «Розенкранц і Ґільденстерн мертві», с. 10 —11
РОЗ. Я ніколи не знав нічого подібного!
ҐІЛ. І силогізм: 1: він ніколи не знав нічого подібного; 2: він ніколи не мав нічого, про що можна було б написати додому; 3: немає нічого, про що можна було б написати додому… Дім… Що ти найперше згадуєш?
РОЗ. О, ну… Ти маєш на увазі, що перше спадає мені на думку?
ҐІЛ. Ні… першу річ, яку ти згадуєш?
РОЗ. Ага. (Пауза.) Ні, я все забув. Це ж було давно.
ҐІЛ (спокійно, але наполегливо). Ти не розумієш. Після всього, що ти забув, що ти згадуєш найперше?
РОЗ. А, зрозуміло. (Пауза.) Я забув запитання.
Стоппард Т., «Розенкранц і Ґільденстерн мертві», с. 15 —16
«Розенкранц і Гільденстерн мертві» (англ. Rosencrantz and Guildenstern Are Dead) — абсурдистська екзистенціалістська трагікомедія британського письменника Тома Стоппарда, прем'єра якої відбулася 26 серпня 1966 року на Единбурзькому Фрінджі. П'єса мала миттєвий успіх і зробила Стоппарда відомим. Клів Барнс (англ. Clive Barnes) із «Нью-Йорк Таймс» охарактеризував твір як «дуже смішний, дуже вражаючий, дуже моторошний».
В 1990 році п'єса була екранізована Томом Стоппардом в однойменному фільмі.

## Назва
Назва взята безпосередньо з фінальної сцени п'єси «Гамлет» Шекспіра. У попередніх сценах принца Гамлета вигнав до Англії віроломний король Данії (його дядько Клавдій, який убив батька Гамлета, щоб отримати трон). По дорозі до Англії Гамлет знаходить лист від короля Клавдія, який везуть до Англії старі, але тепер ненадійні друзі Гамлета Розенкранц і Гільденстерн. У листі наказ стратити Гамлета після прибуття до Англії. Гамлет переписує листа, щоб натомість стратити Розенкранца та Гільденстерна. Потім він тікає назад до Данії.
До кінця п'єси Шекспіра принц Гамлет, Лаерт, Офелія, Полоній, король Клавдій і королева Гертруда всі лежать мертвими.
Посол з Англії прибуває на місце події, щоб прямо повідомити, що «Розенкранц і Гільденстерн мертві» («Гамлет». Акт V, сцена II, рядок 411); вони приєднуються до зарізаних, отруєних і втоплених ключових персонажів. До кінця «Гамлета» Гораціо залишається єдиним головним персонажем, що залишився живим.
Попередню сатиричну п'єсу подібного характеру під назвою «Розенкранц і Гільденстерн» написав Вільям Швенк Ґілберт у 1874 році, поставлена 1891 року.

## Сюжет
У творі розповідається про двох другорядних персонажів — Розенкранца і Гільденстерна — із п'єси «Гамлет, принц данський» Вільяма Шекспіра. Їх викликали до двору, щоб вони дізналися про причини того, що «(…) внутрішньо і зовні змінився принц [Гамлет]». Основне місце дії — Данія. По ходу п'єси Розенкранц і Гільденстерн міркують про сенс власного існування. Дія п'єси Стоппарда відбувається в основному «під час» шекспірівського «Гамлета», з короткими появами головних героїв «Гамлета», які розігрують фрагменти сцен оригіналу. Між цими епізодами два герої висловлюють своє збентеження щодо розвитку подій, що відбуваються на сцені без них у Гамлеті, про які вони не мають прямого знання.
Як і у п'єсі Семюела Беккета «Чекаючи на Ґодо», головні герої видаються половинками одного героя. Вони проводять час граючи у запитання, вдаючи із себе інших персонажів, також вони перебивають один одного і часто мовчать.

## Дійові особи
- Розенкранц — друг дитинства Гамлета
- Ґільденстерн — друг дитинства Гамлета
- 1-ий актор — мандрівний актор
- Актори (5 людей)
- Гамлет — принц Данії, племінник Клавдія
- Офелія — дочка Полонія
- Клавдій — король Данії, дядько Гамлета
- Ґертруда — королева Данії, матір Гамлета
- Полоній — головний радник Клавдія
- Фортинбрас — спадкоємний принц Норвегії
- Гораціо — друг Гамлета
- Лаерт — син Полонія
- Посол
- Придворні та слуги[6]

## Вплив
Оглядачі мультфільму «Король Лев 3: Хакуна матата» відзначили, що останній зазнав певного впливу від твору Стоппарда, адже події там теж розглядаються з точки зору другорядних персонажів — суриката Тімона та бородавочника Пумби.
П'єса 2022 року «Розенкранц і Гільденстерн є (Розенкранц і Гільденстерн мертві)» (англ. Rosencrantz & Guildenstern Are (Rosencrantz & Guildenstern Are Dead)) — це нешаноблива й абсурдна вистава на одну дію, де Розенкранц і Гільденстерн усвідомлюють, що вони персонажі мета-п'єси, написаної Томом Стоппардом. Згодом він розуміє, що є персонажем мета-мета-п'єси, написаної Етаєм Шухатовіцем (англ. Etai Shuchatowitz).